# Конопля в Латвии
Конопля в Латвии запрещена в рекреационных и медицинских целях, но разрешено производство технической конопли.
Хранение количества до 1 грамма наказывается штрафом до 280 евро, за повторные нарушения в течение года применяется уголовная ответственность. Хранение большего количества может быть наказано лишением свободы на срок до 15 лет.

## История

### 1918 — 1940
В первый период независимости Латвии употребление конопли не было запрещено и не было широко распространёно, хотя в этот период также не запрещалось употребление других наркотиков, таких как кокаин и морфин, а продажа этих наркотиков ограничивалась аптеками.
Латвия участвовала в Международной конвенции по опиуму от 6 февраля 1922 года, которая касалась ограничения международной торговли опиумом и кокаиновыми продуктами.
19 февраля 1925 года Конвенция добавила ограничения на конопляные экстракты и настойки, но не на траву конопли. Эта версия Конвенции вступила в силу 25 сентября 1928 года.
26 июня 1936 года создан первый международный договор, предусматривающий уголовную ответственность за производство и распространение опиума, коки и конопли в немедицинских и ненаучных целях (Конвенция о борьбе с незаконным оборотом опасных наркотиков). Его подписали всего несколько стран; Латвия и Литва не подписали, Эстония подписала, но не ратифицировала.

### Советский период
На всей территории СССР действовал закон, который карал контрабанду и торговлю марихуаной от 1 до 3 лет лишения свободы или принудительных работ, но без наказаний за хранение или употребление.
Каннабис был запрещён в СССР в 1974 году законом «О противодействии политике в области борьбы с наркоманией». Этот закон также ужесточил наказания за незаконный оборот наркотиков. С тех пор на территории СССР термин «наркотики» стал применяться ко всем запрещённым веществам, а не только к опиатам.

### 1990 — настоящее время
После распада СССР количество людей, употреблявших продукты конопли, было очень низким (менее 2%). В 1990-х годах популярность марихуаны быстро росла и достигла западного уровня, в настоящее время она продолжает немного расти. С момента обретения независимости не только незаконный оборот и производство марихуаны, но и хранение были криминализированы. Этот аспект регулируется Единой конвенцией Организации Объединённых Наций о наркотических средствах от 30 марта 1961 года, которую Латвия подписала 11 мая 1993 года.

## Распространённость использования
В Латвии продукты каннабиса (марихуана и гашиш) являются наиболее часто употребляемым запрещённым веществом. С 2007 года исследования показывают, что из латвийцев в возрасте 15-64 лет употребляют марихуану 12,1% населения, что увеличилось по сравнению с исследованием 2003 года, когда число потребителей продуктов конопли составляло 10,6%. В возрастной группе 15–34 лет показатели были намного выше, и в 2007 году из населения этого возраста пробовало продукты каннабиса 21,7%.
Департамент благосостояния Рижской думы, в свою очередь, провёл повторные исследования ещё самой младшей возрастной группы (учащиеся 9-х и 10-х классов в среднем). В этой возрастной группе в 2010 году продукты каннабиса пробовали 22,7% учащихся, которые пытались отказаться от употребления, что говорит о незначительном увеличении по сравнению с 2008 и 2006 годами, когда продукты каннабиса пробовали, соответственно, 22% и 18%.
По данным Центра профилактики и контроля заболеваний, на конец 2010 года от наркозависимости от конопляных продуктов лечились 72 человека.

## Правовой статус
Производство, распространение и употребление марихуаны в Латвии является нарушением закона. Марихуана или каннабис внесены Министерством благосостояния под контроль наркотических средств, психотропных веществ и прекурсоров в Список I — Запрещённые особо опасные наркотические средства и психотропные вещества, приравненные к таковым). Употребление или хранение марихуаны до 1 грамма может привести к административному штрафу до 280 евро или предупреждению. Кроме того, выносится письменное предупреждение об уголовной ответственности, если нарушение будет повторяться в течение года. За хранение большего количества марихуаны, выращивание и распространение может быть назначено наказание в виде лишения свободы, в некоторых случаях до 15 лет. На практике ранее не судимые люди получают более мягкое наказание —условное наказание. Медицинская марихуана не используется из-за нахождения в списке наркотиков.

### Инициатива декриминализации
В 2012 году платформа общественных инициатив ManaBalss.lv собрала подписи за «декриминализацию марихуаны», чтобы отменить уголовное наказание за выращивание и хранение небольшого количества конопли лицами старше 18 лет. Согласно предложенным правилам, латвийцам будет разрешено выращивать не более двух-трёх растений конопли, хранить дома 20-30 граммов конопли и публично носить не более 5 граммов.
24 марта 2015 года петиция о декриминализации каннабиса на ManaBalss.lv собрала 10 005 подписей граждан, что означает, что инициатива может быть подана в сейм Латвии. 18 мая представитель новой инициативы Донатс Блажевичс опубликовал 100 аргументов в поддержку инициативы по декриминализации марихуаны в поддержку сайта 100argumenti.lv. 3 сентября сейм отклонил эту инициативу.